# Freedom Child
Freedom Child è il quinto album in studio del gruppo musicale irlandese The Script, pubblicato nel 2017.

## Tracce
1. No Man Is an Island – 3:49
2. Rain – 3:29
3. Arms Open – 4:00
4. Rock the World – 3:10
5. Mad Love – 3:25
6. Deliverance – 3:31
7. Divided States of America – 4:04
8. Wonders – 4:18
9. Love Not Lovers – 3:44
10. Eden – 3:29
11. Make Up – 3:26
12. Written in the Scars – 3:47
13. Awakening – 0:47
14. Freedom Child – 3:57

## Formazione
- Danny O'Donoghue – voce, tastiera, chitarra
- Mark Sheehan – chitarra, voce
- Glen Power – batteria, percussioni, cori